# Serie C (pallavolo maschile)
La serie C è un campionato italiano di pallavolo maschile a carattere regionale. È organizzato dai Comitati Regionali della Fipav. Ogni Comitato Regionale stabilisce i calendari dei gironi di propria competenza e i criteri per la promozione anche attraverso play-off. I Comitati Regionali stabiliscono inoltre le retrocessioni in serie D.

## Organizzazione
È articolato su gironi composti da squadre di una stessa regione ad eccezione delle squadre della Valle d'Aosta inserite nei gironi del Piemonte, di quelle del Molise inserite nel girone dell'Abruzzo e quelle della Basilicata accorpate nel girone della Puglia.
Le promozioni alla Serie B sono 32, così stabilite: 
- Piemonte-Valle d'Aosta 2 squadre;
- Liguria 1;
- Lombardia 3;
- Trentino-Alto Adige 1;
- Veneto 3;
- Friuli-Venezia Giulia 1;
- Emilia-Romagna 3;
- Marche 1;
- Toscana 2;
- Umbria 1;
- Lazio 2;
- Campania 1;
- Abruzzo-Molise 1;
- Puglia-Basilicata 2;
- Calabria 1;
- Sicilia 2;
- Sardegna 1.